# Інді Ілевен
Інді Ілевен (англ. Indy Eleven) – професіональний футбольний клуб з Індіанаполіса (США), що грає у Північноамериканській футбольній лізі (NASL) –  футбольному дивізіоні 2-го рівня США і Канади. Виступає в лізі з 2014 року. Найвищим досягненням команди є перемога у весняній частині регулярного сезону NASL 2016 року і вихід до фіналу плей-оф того ж року.
Домашні матчі проводить на Майкл Керролл Стедіум, що розташований на території Університету Індіани. Найбільш відомі гравці, що грали у складі «Інді Ілевен»: Херардо Торрадо, Клеберсон.